# Anatolijs Mackevičs
Anatolijs Mackevičs (ros. Анатолий Мацкевич, Anatolij Mackiewicz; ur. 1956 w Dyneburgu) – łotewski nauczyciel i polityk rosyjskiego pochodzenia, w latach 2002–2010 poseł do Sejmu.

## Życiorys
W 1979 ukończył studia w Łotewskim Państwowym Instytucie Kultury Fizycznej, zaś w 1998 uzyskał magisterium z dziedziny pedagogiki na Uniwersytecie Łotewskim.
Pracował jako nauczyciel w 16 szkole średniej w Dyneburgu oraz w Centrum Dzieci i Młodzieży "Jaunība", był przewodniczącym związku zawodowego w szkole. Zasiadał w radzie miejskiej Dyneburga jako członek Komisji Wspierania Utalentowanych Dzieci. W latach 1998–2002 był asystentem deputowanego do Sejmu VII kadencji. W 2002 uzyskał mandat posła z listy ugrupowania O Prawa Człowieka w Zjednoczonej Łotwie, w następnym roku przeszedł do klubu Partii Zgody Narodowej. W latach 2004–2006 był posłem niezrzeszonym, zaś na początku 2006 związał się z Pierwszą Partią Łotwy. W wyborach 2006 uzyskał reelekcję do Sejmu z ramienia LPP/LC. W wyborach w 2010 i 2011 bez powodzenia ubiegał się o ponowny wybór do Sejmu z ramienia ruchu "O lepszą Łotwę" oraz LPP/LC.

## Odznaczenia
- Medal Rady Bałtyckiej – 2008[3]